# قصر شونهاوزن
قصر شونهاوزن (بالألمانية: Schloss Schönhausen) هو قصر على الطراز الباروكي في نيدرشونهاوزن، في حي بانكوف، ببرلين، ألمانيا.
تدير القصر مؤسسة القصور والحدائق البروسية في برلين-براندنبورغ وأعيد افتتاحه للجمهور في عام 2009 بعد ترميمه.

## تاريخ

### براندنبورغ بروسيا
في عام 1662، استحوذت الكونتيسة صوفي ثيودور، سليلة عائلة هولندا - بريدرود وزوجة الجنرال براندنبورغ كريستيان ألبرت من دونا، على أراضي نيدرشونهاوزن وبانكو، ثم شمال بوابات مدينة برلين. وفي عام 1664 قامت الكونتيسة ببناء قصر في نيدرشونهاوزن على الطراز "الهولندي". ثم أصبح ملكاً للوزير يواكيم إرنست فون غرومبكو في عام 1680، وفي عام 1691، باعته أرملته مقابل 16000 ثالر للأمير الناخب لهوهنزولرن فريدريك الثالث من براندنبورغ.

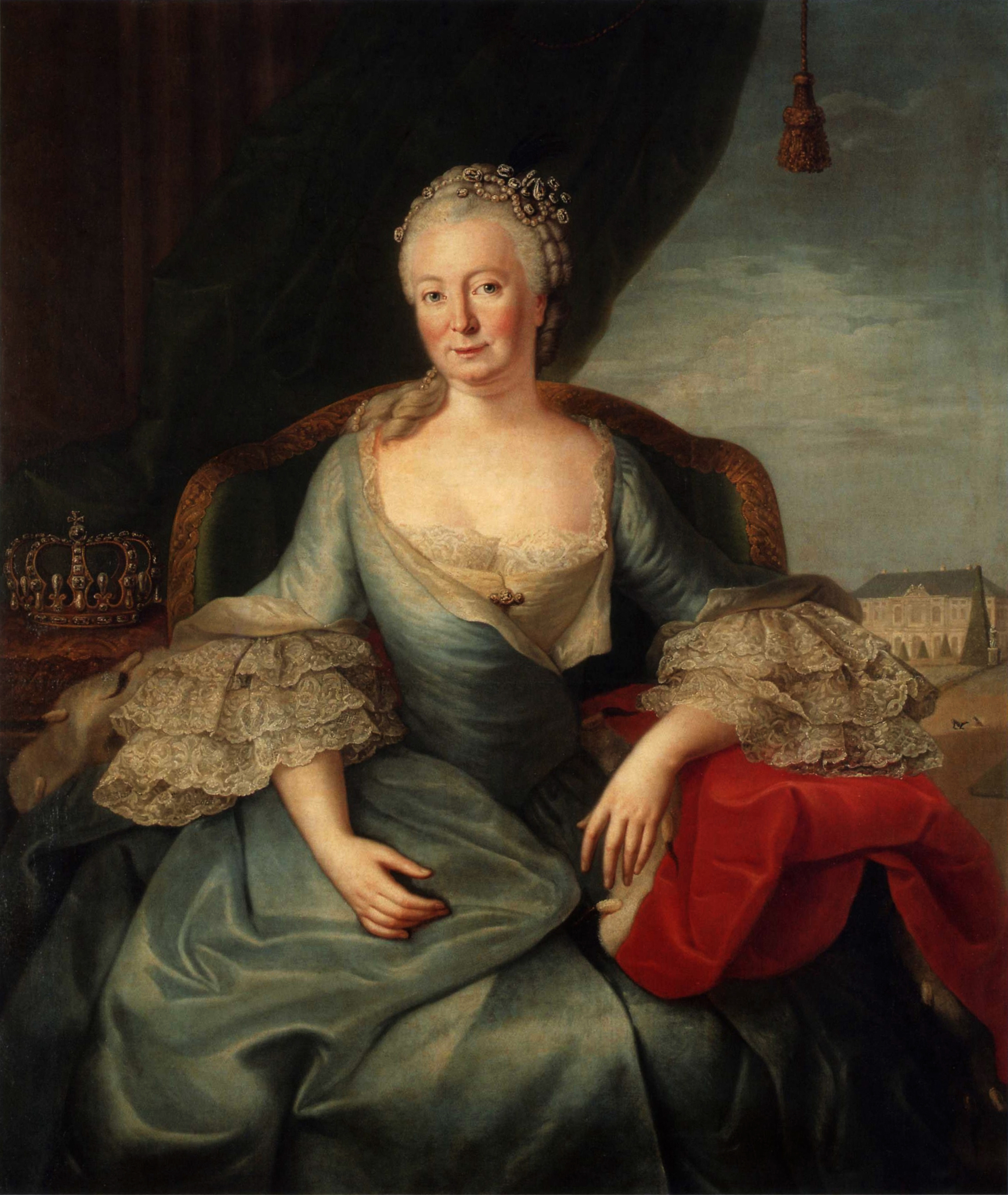
الملكة إليزابيث كريستين ويظهرخلفها قصر شونهاوزن، 1764 م

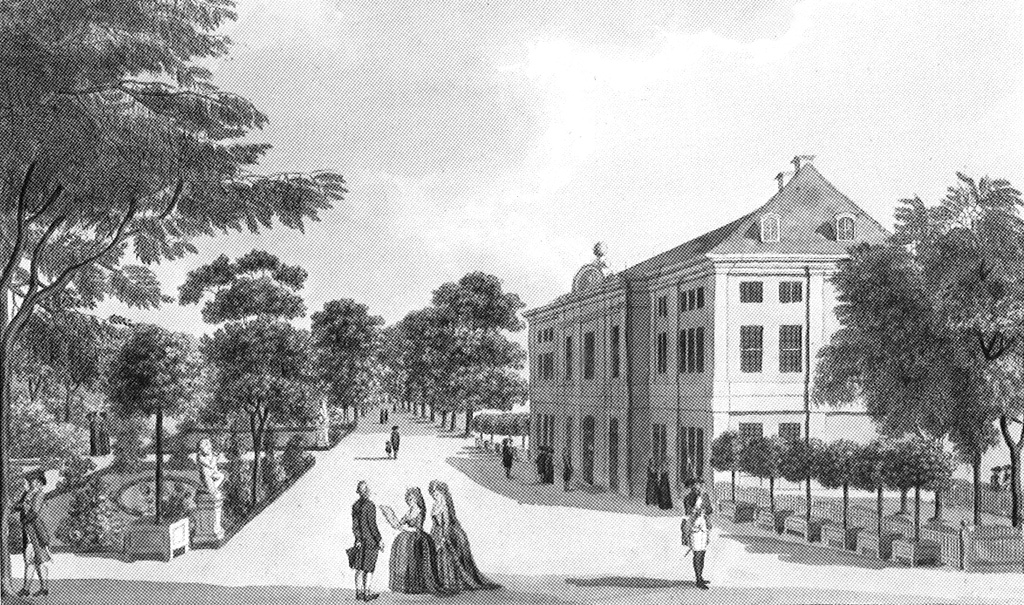
شونهاوزن حوالي عام 1787

### القرن العشرين
امتلكت سلالة هوهنزولرن الحاكمة البروسية قصر شونهاوزن حتى جُرد منها وأصبح ملكًا لدولة بروسيا الحرة في عام 1920، بعد نهاية النظام الملكي في سياق الثورة الألمانية 1918-1919. ثم فُتح للجمهور واستخدم في العديد من الفعاليات بالإضافة إلى استعماله مخزنًا للوحات الفنية خلال الحقبة النازية، عندما خُزنت العديد من اللوحات لما يسمى بـ "الفن المنحط" المحظور هناك. وخلال معركة برلين في نهاية الحرب العالمية الثانية، تعرض القصر لبعض الأضرار ولكن أُصلح على الفور بحيث أمكن استخدامه معرضًا في سبتمبر 1945. بعد ذلك بوقت قصير، صادرت الإدارة العسكرية السوفيتية القصر وحولته إلى مقر عسكري. ثم أصبح مدرسة داخلية للطلاب السوفييت.
عندما تأسست جمهورية ألمانيا الديمقراطية في منطقة النفوذ السوفياتي في 7 أكتوبر 1949، سلم السوفييت قصر شونهاوزن إلى سلطات ألمانيا الشرقية وحتى عام 1960 كان المقر الرسمي لرئيس جمهورية ألمانيا الديمقراطية فيلهلم بيك، حيث استقبل فيه ضيوف الدولة والدبلوماسيين مثل نيكيتا خروتشوف وهو تشي مينه. لهذا الغرض، جدد مرة أخرى ووسع المجمع إلى الشمال من أجل توفير مكان لأسطول سيارات الرئيس وإلى الجنوب أنُشئ كازينو. صمم  المهندس المعماري رينهولد لينجنر الحديقة حديقةً مبهجةً ومفتوحةً على الطراز النموذجي في الخمسينيات من القرن الماضي. وبعد وفاة الرئيس الأول والوحيد لجمهورية ألمانيا الديمقراطية في عام 1960، أصبح القصر في البداية مقرًا لمجلس ألمانيا الشرقية الذي أنُشئ  حديثًا عام 1964. ثم استخدمته حكومة جمهورية ألمانيا الديمقراطية قصر ضيافة رسمي وسُمي رسميًا شلوس نيدرشونهاوزن. وأقام فيه العديد من زوار الدولة، من بينهم إنديرا غاندي، وفيدل كاسترو، وميخائيل جورباتشوف آخر رئيس سوفياتي، وزوجته رايسا جورباتشوفا، في أكتوبر 1989 عشية ثورة ألمانيا الشرقية السلمية.

### بعد إعادة توحيد ألمانيا
بينما كانت مفاوضات إعادة توحيد ألمانيا جارية بين عامي 1989 و1990، جرت في القصر المفاوضات المؤدية إلى معاهدة التسوية النهائية فيما يتعلق بألمانيا، وهناك الآن لوحة تذكارية تخلد ذكرى هذه الفترة.
في 1994، بعد 100 عام من إحياء الألعاب الأولمبية، اجتمع ممثلو الأرجنتين، النمسا، الصين، قبرص، الإكوادور، فرنسا، ألمانيا، اليونان، كازاخستان، ليبيا، ليختنشتاين، ليتوانيا، المكسيك، نيجيريا، الفلبين، بولندا، روسيا، سلوفاكيا وسويسرا والولايات المتحدة، لإنشاء ما يعرف بـ "ألعاب دلفيك في العصر الحديث"، في القصر.
في عام 2003، كان هناك بعض النقاش حول استخدام القصر مقر إقامة مؤقت لرئيس ألمانيا حتى اكتمال تجديد المقر السابق، ولكن هذه الخطة فشلت بسبب التكلفة العالية التي كانت مطلوبة لجعل القصر بالمعايير المطلوبة.
في 24 يونيو 2005، نُقلت ملكية القصر إلى مؤسسة القصور والحدائق البروسية في برلين-براندنبورغ. وفي الوقت نفسه، خُصص مبلغ 8.6 مليون يورو من الأموال الفيدرالية لأعمال التجديد. أعيد افتتاح القصر للجمهور في 19 ديسمبر 2009. بالإضافة إلى الغرف التاريخية التي تعود إلى زمن الملكة البروسية، وكذلك أعيد فتح الغرف التي استخدمها رئيس جمهورية ألمانيا الديمقراطية. كما يجري النظر في إعادة تأثيث المكتب الذي كان يستخدمه فيلهلم بيك وبناء مقهى لضيوف المتحف. علاوة على ذلك، تُعرض الأعمال الفنية من مجموعة إليزابيث كريستين، التي كانت موجودة في قصر شارلوتنبورغ .